# 202-й батальйон шуцманшафту
202-й батальйон шуцманшафту (нім. Schutzmannschafts Batallion 202 / Schutzmannschafts Batallion nr. 202) — польський батальйон допоміжної поліції, що діяв у роки Другої світової війни на території Польщі та на теренах Західної України й Білорусі. Батальйон брав безпосередню участь у каральних акціях проти мирного українського населення та УПА під час Волинської трагедії.

## Історія створення

### Формування
У 1943 році на Волині, після того як українська поліція перейшла на бік УПА, німці замінили її поляками. У 1943—1944 роках в батальйонах польської «ґранатової поліції» на Волині налічувалося близько 1500—2000 поляків.
Рішення про створення батальйону було прийнято у березні 1942 року. 202-й батальйон був сформований у Кракові, Генеральна губернія, головним чином з молодих людей віком від 18 до 24 років, що були покарані за різні кримінальні правопорушення чи з тих, хто не бажав їхати на примусову працю у Німеччині. 202-й батальйон налічував — 360 осіб, котрі були розділені на три роти. Вишкіл 202-й батальйон шуцманшафту проходив у Дембиці.

### У Білорусі
У середині січня 1943 року 202-й батальйон шуцманшафту був направлений в Білорусь, у місто Борисов. Тут він вів боротьбу з радянськими підпільниками та партизанами. 30 березня 1943 року батальйон був підпорядкований «Особливій команді СС Дірлеванґера». В ході бойових дій батальйон втратив близько 40 чоловік убитими, важко пораненими і зниклими безвісти.

### В Україні
3 травня 1943 року 202-й батальйон шуцманшафту був передислокований на Волинь, до Луцька, з Білорусі. Батальйон діяв в основному на теренах Рівненського та Костопільського повітів.
У травні-грудні 1943 року 202-й батальйон шуцманшафту діяв разом з батальйоном «Остлянд» проти УПА в лісах довкола Костополя. Ведення боїв покладалось на «Остлянд», тоді як поляки здійснювали розстріли «підозрілих» мешканців «бандитських» сіл та арешти полонених. Нижче наведено приклад сутичок з УПА:
1. В Березне дислокувалася 2-я рота польського 202-го поліцейського батальйону, яка була розміщена поруч з групою німців. Завдяки цьому в червні 1943 року була відбита атака УПА, ймовірно, загону «Кори» (Макара Мельника). Однак кілька поляків загинули, а частина міста була спалена. Був також убитий бургомістр Березне[8].
2. У Клевані також дислокувалася одна з рот 202-го батальйону шуцманшафту. Крім нього, нацисти в Клевані сформували з поляків місцевий відділ поліції (нім. Eizeldienst) і місцеву польську самооборону. Вони повинні були охороняти окупаційну владу в Клевані і охороняти дороги в регіоні, захищаючи їх від бойовиків УПА і від українських поліцаїв, які в той час почали масово переходити на бік повстанців, а також від партизан спецзагону полковника НКВС Дмитра Медведєва, база якого була розташована в цуманських лісах недалеко від Олики[9]. У серпні 1943 упівці атакували Клеванський гарнізон. Спочатку націоналісти брали гору, але на допомогу гарнізону незабаром прийшли угорці, що не дозволило солдатам УПА розгромити поліцаїв і захопити Клевань. Загинула на встановлена кількість мирних поляків, а їх будинки були спалені[10].
3. 21 травня 1943 польські жителі села Стрилкі (нині Ставки) під охоронною німецького конвою, ядро якого становили польські поліцейські з 202-батальйону шуцманшафта виїхали з села. Їх забирали через розпочаті українськими націоналістами етнічні чистки в районі. Між селами Радехувка і Старожуків в Рівненському районі конвой був атакований загоном УПА. Польські поліцейські були притиснуті до землі вогнем одночасно з трьох сторін. На їхнє щастя, в районі пролітав німецький літак. Він спікірував до місця бою, скинув кілька малокаліберних бомб і відкрив вогонь з бортових кулеметів, обстрілявши як українських партизан, так і польських поліцейських. Це змусило УПА відступити. Поліцейські втратили п'ятьох убитими і двох пораненими, не рахуючи убитих мирних жителів[11]. Українці оцінили втрати противника в 35 убитих і 10 поранених. У них теж було п'ятеро убитих і двоє поранених[12].
4. У червні 1943 року в Торчині на короткий час була розквартирована рота 202-го батальйону. За наказом німців рота здійснювала рейди в українські села, офіційно з метою розбити боївки УПА, але німці в цей раз так командували батальйоном, що зіткнень з українцями не відбулося[13].
5. Один з колишніх польських поліцаїв 202-го батальйону, що дав в 1998 році польським історикам Гжегожу Мотиці і Мареку Вербицькому, розповідав як одного разу потрапив в засідку УПА. 18 липня 1943 з Степаня після продовольчої акції (пограбування) повертався конвой (дві вантажівки, екіпаж: двадцять німців і десять польських поліцаїв). Біля села Яполоть конвой потрапив у засідку українських партизан, які в буквальному сенсі розстріляли його. З тридцяти людей вижили тільки шестеро, троє з яких були поранені. УПА втрат не мали[11].
6. Сам штаб 202-го батальйону шуцманшафту розмістили в Костополі. Ряди батальйону там ще й поповнилися за рахунок набору місцевих волинських поляків, що рятувалися від УПА. З червня 1943 року УПА ввела блокаду Костополя, через що в місті погано йшли справи з продовольством. Кілька десятків добре озброєних поліцаїв здійснювали "продовольчі рейди" в поля за врожаєм. Німців не турбувало становище поляків, але вони були зацікавлені в депортації якомога більшого числа з них для роботи в Німеччині. До того ж сілезці, що служили в німецькій армії, прийшли на допомогу волинським полякам і разом з поліцаями організували походи в села за їжею[14].

Під час Волинської трагедії бої відбувались навіть між українськими шуцманами з Луцька та 202-м батальйоном шуцманшафту.
На початку 1944 року 202-й польський батальйон шуцманшафту відправили на східний фронт, де він був розбитий та роззброєний частинами Червоної армії. Залишки 202-го польського батальйону шуцманшафту були виведені з Волині до Львова наприкінці січня 1944 року. 4 лютого 1944 року 202-й польський батальйон шуцманшафту передислокували до Штутгарту.
8 травня 1944 року 202-й польський батальйон шуцманшафту був розформований за наказом рейхсфюрера-СС Генріха Гіммлера.